# Логор Јановска
Јановска је био нацистички радни, транзитни и концентрациони логор основан у септембру 1941, на територији окупиране Пољске у близини града Лвов (данашњи Лавов у Украјини). Логор је назван Јановска по оближњој улици која је носила исти назив.
У логор су углавном довођени Јевреји из Лавовског гета. Ту су пролазили кроз процес селекције. Они за које је процењено да су способни за рад, остајали су у Јановској на присилном раду. Остали су транспортовани у логор Белзец где су ликвидирани.
Затварање логора је почело у новембру 1943. Нацисти су приморавали затворенике да откопавају масовне гробнице и спаљују тела, како би сакрили трагове масовних убистава. Дана 19. новембра 1943. преостали затвореници су подигли устанак, али је само мали број успео да побегне. Остали су враћени у логор и убијени.
Данас се на месту логора налази затвор.